# Karl Rathgen

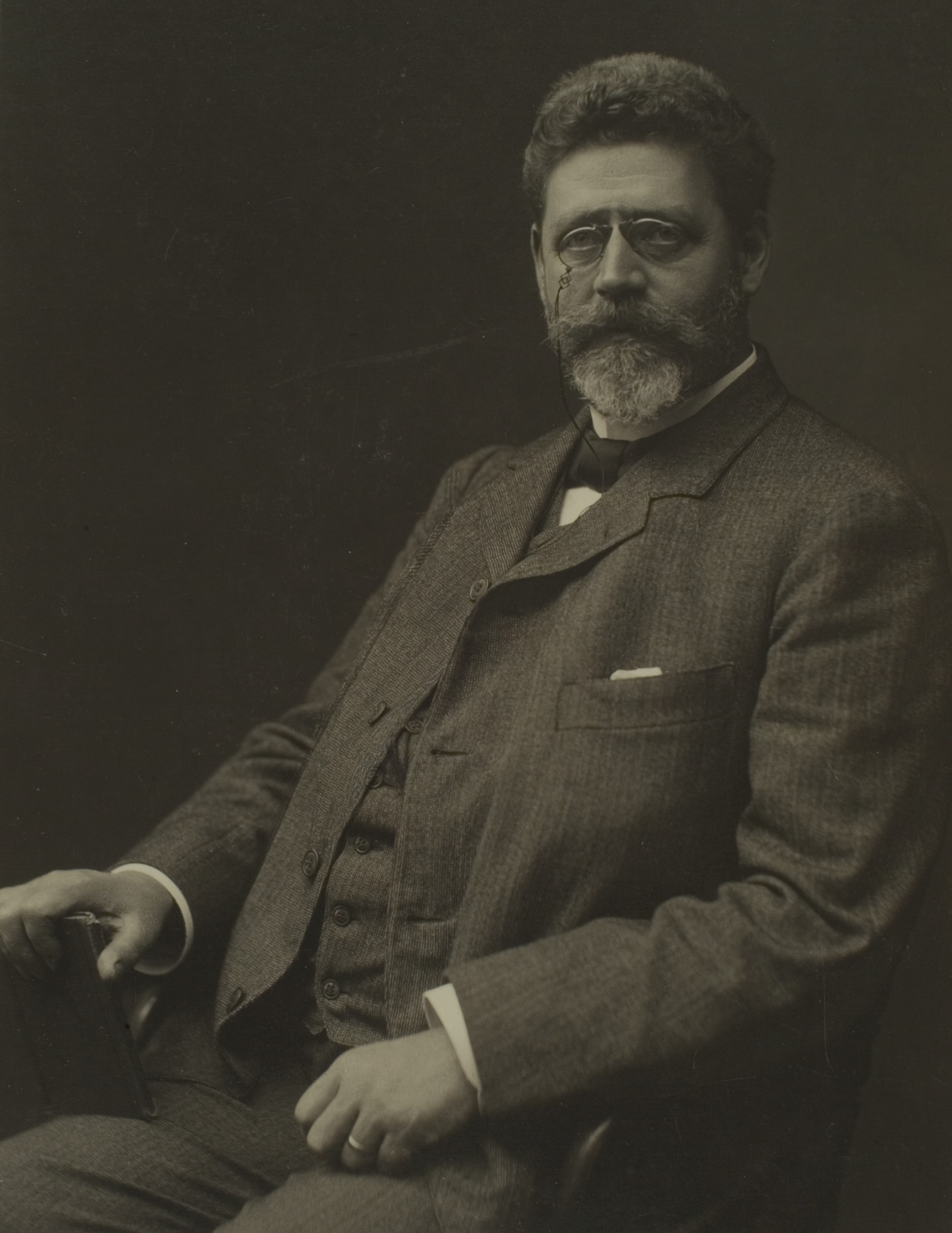
Karl Rathgen um 1900

Karl Rathgen (* 19. Dezember 1856 in Weimar; † 6. November 1921 in Hamburg) war ein deutscher Nationalökonom und Gründungsrektor der Universität Hamburg.

## Leben
Karl Rathgen war der jüngste Sohn des Juristen und Staatsministers Bernhard Rathgen und seiner Ehefrau Cornelia Rathgen geb. Niebuhr. Nach Studien in Straßburg, Halle, Leipzig und Berlin legte er 1880 in Naumburg das Referendarexamen ab und wurde im selben Jahr in Straßburg mit einer Arbeit über die Entstehung der Märkte in Deutschland zum Dr. rer. pol. promoviert.
Von 1882 bis 1890 unterrichtete er Öffentliches Recht, Statistik und Verwaltungswissenschaften an der Kaiserlichen Universität Tokio und war außerdem Berater des japanischen Ministeriums für Landwirtschaft und Handel.

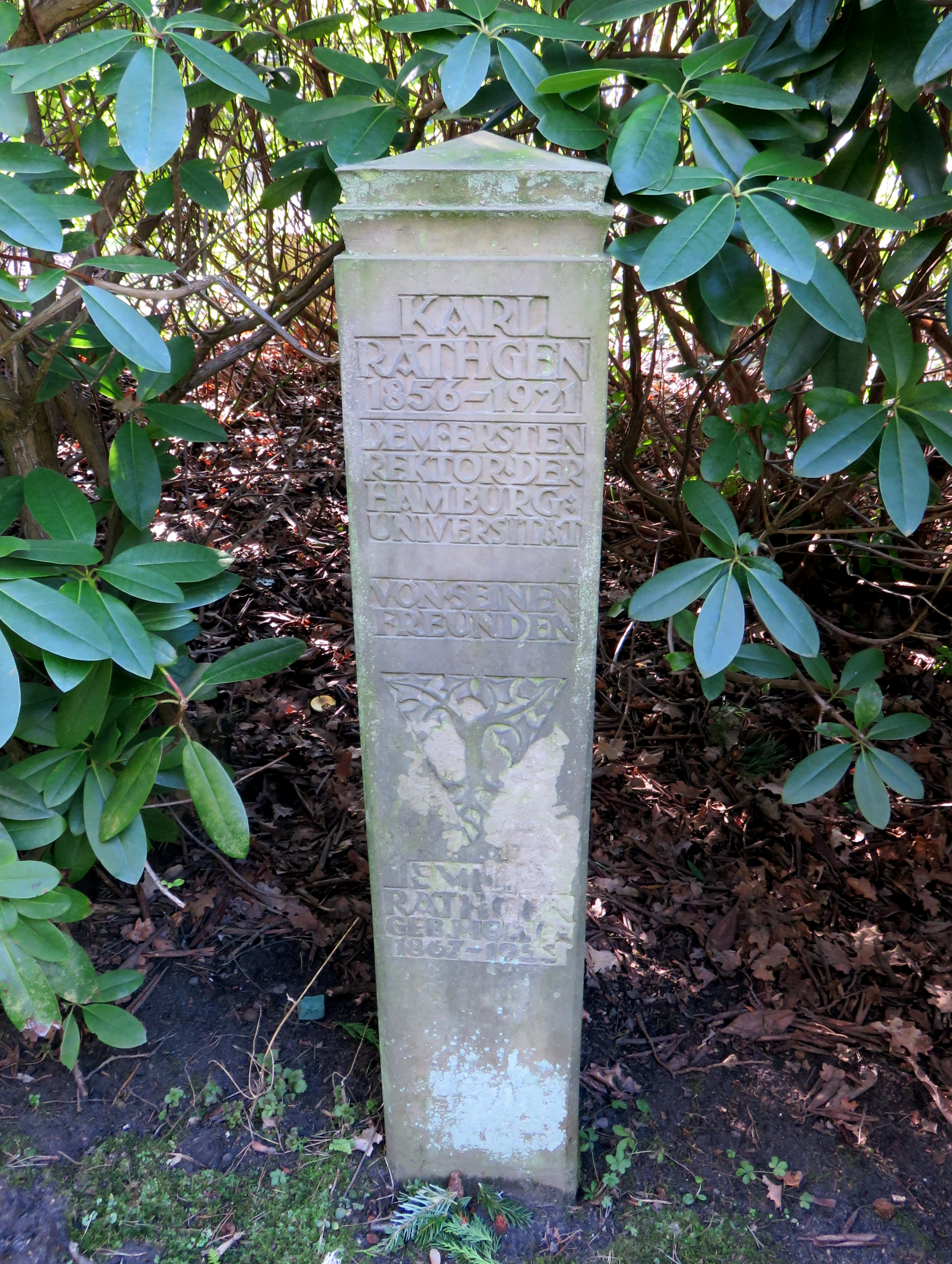
Grabstein für Karl Rathgen auf dem Friedhof Ohlsdorf

Nach seiner 1892 in Berlin erfolgten Habilitation (Thema: Japans Volkswirtschaft und Staatshaushalt) wurde Rathgen 1893 außerordentlicher, 1895 ordentlicher Professor an der Universität Marburg und ab 1897 in Heidelberg. Rathgen vertrat von 1900 bis 1907 Max Webers Lehrstuhl in Heidelberg. 1907 wurde er an das neu gegründete Kolonialinstitut in Hamburg berufen und übernahm nach dessen Umwandlung in eine Universität 1919 neben dem Rektorat auch den Lehrstuhl für Nationalökonomie, Kolonialpolitik und Finanzwissenschaft.
Von 1913 bis 1914 lehrte Rathgen als Austauschprofessor an der Columbia-Universität in New York.
Er trat vor allem mit Veröffentlichungen über Japan hervor und hatte großen Einfluss auf das deutsche Bild von der japanischen Wirtschaftsentwicklung.
Karl Rathgen wurde auf dem Ohlsdorfer Friedhof in Hamburg im Planquadrat AA 15 östlich vom Nordteich beigesetzt.

## Schriften
- Japans Volkswirtschaft und Staatshaushalt (= Staats- und socialwissenschaftliche Forschungen. H. 45 = Bd. 10, H. 4, ZDB-ID 550024-2). Duncker & Humblot, Leipzig 1891, (Digitalisat).
- Die Japaner und ihre wirtschaftliche Entwicklung (= Aus Natur und Geisteswelt. Bändchen 72, ZDB-ID 516263-4). Teubner, Leipzig 1905, (Digitalisat 1905; Später unter dem Titel: Die Japaner in der Weltwirtschaft. ebenda 1911, Digitalisat 1911).
- Bericht über das Hamburger Kolonialinstitut, 1911.
- Staat und Kultur der Japaner (= Monographien zur Weltgeschichte. 27, ZDB-ID 500713-6). Velhagen & Klasing, Bielefeld u. a. 1907.
- Beamtentum und Kolonialunterricht. Rede, gehalten bei der Eröffnungsfeier des Hamburgischen Kolonialinstituts am 20. Oktober 1908. Nebst den weiteren bei der Eröffnungsfeier des Kolonialinstituts gehaltenen Ansprachen. Voss, Hamburg 1908.